# Domingo Patricio Meagher
Domingo Patricio Meagher (San Sebastián, España, 17 de marzo de 1703- Florencia, Gran Ducado de Toscana, 21 de septiembre de 1772), conocido como el Padre Meagher (Aita Meagher en vasco) fue un sacerdote jesuita, profesor universitario y escritor español de ascendencia irlandesa.

## Biografía
Nació en San Sebastián el 17 de marzo de 1703, siendo su padre un comerciante irlandés, que se había asentado en esa ciudad vasca. 
A los 14 años ingresó junto con su hermano Daniel en la Compañía de Jesús. En el año 1736 pasa a profesar en San Sebastián los votos de la Compañía. Se sabe que fue catedrático de filosofía en la Universidad de Santiago y profesor de teología en las Universidades de Salamanca y Valladolid; para acabar volviendo a la comunidad jesuita de su ciudad natal. A raíz de la expulsión de los jesuitas en 1767 partió al destierro junto con sus compañeros, muriendo unos años después, el 21 de septiembre de 1772, en Florencia con 69 años de edad.
En su ciudad natal, San Sebastián, cuenta con una plaza dedicada a su memoria desde 1994, la Plaza del Padre Meagher/Aita Meagher Plaza.

## Obra como escritor
Aparte de su labor docente, se sabe que el Padre Meagher cultivó la prosa y la poesía. Existe constancia de varios escritos que realizó pero casi todos ellos se perdieron a raíz de la expulsión de los jesuitas en 1772, que supuso la pérdida de muchos escritos de la compañía. Se citan entre sus obras:
- unos poemas con motivo de la canonización de Estanislao Kostka y Luis Gonzaga en 1726.
- unos versos satíricos sobre Fray Gerundio de Campazas, personaje de ficción creado por el Padre Isla en 1758.
- una elegía fúnebre de Bárbara de Braganza, reina-consorte del rey Fernando VI de España, fallecida en 1758.
- escritos de defensa contra varios libros difamatorios contra los jesuitas publicados en Francia entre 1760 y 1761 .
- memoriales sobre asuntos varios acaecidos en el siglo XVII

### En lengua vasca
El Padre Meagher logró hacerse con un pequeño hueco en la historia de la literatura vasca, al haberse conservado en varios poemas que escribió en lengua vasca. Estos lograron conservarse de forma popular y fueron transcritos en cancioneros y revistas durante el siglo XIX y primera mitad del XX. 
Según se cuenta Meagher, convaleciente de una enfermedad, recibió la prescripción médica de tomar vino para aliviar sus dolencias. Meagher logró recuperarse de la enfermedad y agradecido por el alivio que había hallado en el vino, escribió unos versos en los que alaba las cualidades del vino. Los poemas en lengua vasca conservados de Meagher tratan todos de la misma temática, por lo que pueden calificarse de poesía báquica: 
- Ardo zarraren kantak seikotan (Cantos del vino viejo en sextetos).
- Ardoa o Ni naiz txit gauza goxoa (El vino o Yo soy una muy dulce cosa)
- Erroman eta Parisen o Matsaren zumua (En Roma y París o El zumo de la uva)
- Ardoari, Zortziokoa ardoari o Gizon bar ardo bage (Al vino, Un zortziko al vino o Un hombre sin vino).

## Un verso de Meagher
Gizon bat ardo gabe
Dago erdi hila
Marmar dabiltzak tripak
Ardoaren bila
Baina edan ezkero
Ardoa txit ongi
Gizonik txatarrenak
Balio ditu bi.

### Traducción
Un hombre sin vino
está medio muerto
gruñendo andan las tripas
buscando el vino
Pero una vez bebido
el vino muy bien
el hombre más inútil
vale por dos